# FC Aktobe
Football Club Aktobe (tiếng Kazakh: «Ақтөбе» футбол клубы), còn có tên là FC Aktobe hay đơn giản Aktobe, là một câu lạc bộ bóng đá chuyên nghiệp Kazakhstan đến từ Aktobe. Họ thi đấu ở Giải bóng đá ngoại hạng Kazakhstan, hạng đấu cao nhất của bóng đá Kazakhstan. Thành lập với tên Aktyubinets năm 1967, họ đổi tên thành Aktobemunai năm 1996, Aktobe năm 1997, Aktobe-Lento năm 2000 và trở về với tên Aktobe năm 2005. Sân nhà của đội bóng là Sân vận động trung tâm có sức chứa 13.500 chỗ ngồi.
Aktobe đã 5 lần vô địch giải đấu, một danh hiệu Cúp bóng đá Kazakhstan và 3 danh hiệu Siêu cúp Kazakhstan. Câu lạc bộ cũng hai lần vô địch Giải bóng đá hạng nhì quốc gia Liên Xô các năm 1981 và 1991.

## Lịch sử
Aktobe được thành lập năm 1967 mang tên Aktyubinets. Đội bóng thi đấu ba mùa giải đầu tiên ở Hạng B, hạng thứ tư của hệ thống giải Liên Xô. Bảy mùa giải tiếp theo, đội bóng không tham gia các giải đấu chính thức. Năm 1976, đội bóng gia nhập Giải bóng đá hạng nhì quốc gia Liên Xô, thi đấu ở Khu vực 7, và năm 1981 giành chức vô địch. Năm 1990, đội bóng lập chiến thắng kỉ lục 10–0 trước Bulat, cho đến nay vẫn là chiến thắng đậm nhất lịch sử đội bóng. Ở mùa giải 1991, năm cuối cùng giải Liên Xô tồn tại, câu lạc bộ giành chức vô địch ở Khu vực 8.
Cùng với sự tan rã của Liên Xô, câu lạc bộ gia nhập giải đấu mới là Giải bóng đá ngoại hạng Kazakhstan. Năm 1994, Aktyubinets vào đến chung kết Cúp bóng đá Kazakhstan, và thất bại trước Vostok với tỉ số 0–1. Năm 1996, câu lạc bộ đổi tên thành Aktobemunai. Tuy nhiên, sau một mùa giải, họ đổi tên lại thành Aktobe. Do hậu quả của sự cắt giảm số đội năm 1997, Aktobe bị xuống chơi ở Giải hạng nhất. Ở mùa giải 2000, câu lạc bộ giành chức vô địch Giải hạng nhất và thăng hạng Giải ngoại hạng Kazakhstan.

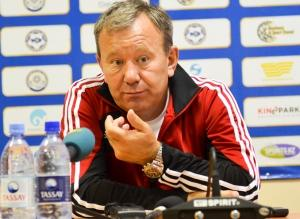
Vladimir Mukhanov quản lý đội bóng từ 2006 đến 2012.

Ngày 20 tháng 7 năm 2015, Ioan Andone được bổ nhiệm làm huấn luyện viên. Sau khi về đích thứ ba ở giải đấu, ngày 10 tháng 11 năm 2015, Andone rời khỏi câu lạc bộ sau khi hợp đồng không được gia hạn.
Ngày 22 tháng 12 năm 2015, Yuri Utkulbayev trở thành huấn luyện viên mới của Aktobe.

### Lịch sử giải quốc gia
| Mùa giải | Giải đấu | Giải đấu | Giải đấu | Giải đấu | Giải đấu | Giải đấu | Giải đấu | Giải đấu | Giải đấu | Cúp bóng đá Kazakhstan | Vua phá lưới          | Vua phá lưới | Huấn luyện viên                      |
| Mùa giải | Hạng     | Vị thứ   | St       | T        | H        | B        | BT       | BB       | Đ        | Cúp bóng đá Kazakhstan | Cầu thủ               | Giải đấu     | Huấn luyện viên                      |
| -------- | -------- | -------- | -------- | -------- | -------- | -------- | -------- | -------- | -------- | ---------------------- | --------------------- | ------------ | ------------------------------------ |
| 1992     | thứ 1    | 12       | 34       | 9        | 13       | 12       | 29       | 36       | 40       | Vòng 2                 |                       |              | V.Baburin                            |
| 1993     | thứ 1    | 9        | 46       | 16       | 13       | 17       | 60       | 55       | 61       | Vòng 1                 | Miroshnichenko        | 20           | V.Baburin / N.Akchurin               |
| 1994     | thứ 1    | 4        | 30       | 15       | 10       | 5        | 45       | 23       | 55       | Á quân                 | Miroshnichenko        | 19           | N.Akchurin / Nikitenko               |
| 1995     | thứ 1    | 14       | 30       | 9        | 5        | 16       | 26       | 45       | 32       | Vòng 2                 |                       |              | Lemenchuk                            |
| 1996     | thứ 1    | 10       | 34       | 13       | 6        | 15       | 42       | 48       | 45       | Vòng 2                 | Korolev               | 17           | Lemenchuk                            |
| 1997     | thứ 1    | 11       | 26       | 4        | 3        | 19       | 16       | 56       | 15       | Vòng 2                 |                       |              | Lemenchuk / Pobirsky                 |
| 2001     | thứ 1    | 8        | 32       | 13       | 6        | 13       | 33       | 40       | 45       | Vòng 1                 |                       |              | Pobirsky / Linchevskiy               |
| 2002     | thứ 1    | 5        | 32       | 13       | 7        | 12       | 37       | 40       | 46       | Tứ kết                 | Yurist                | 9            | Linchevskiy / Masudov                |
| 2003     | thứ 1    | 5        | 32       | 13       | 12       | 7        | 40       | 29       | 51       | Tứ kết                 |                       |              | Masudov / Miroshnichenko / Ishchenko |
| 2004     | thứ 1    | 4        | 36       | 22       | 8        | 6        | 52       | 19       | 74       | Tứ kết                 |                       |              | Ishchenko                            |
| 2005     | thứ 1    | 1        | 30       | 22       | 4        | 4        | 50       | 27       | 70       | Vòng 2                 | Ashirbekov            | 15           | Ramazanov                            |
| 2006     | thứ 1    | 2        | 30       | 18       | 6        | 6        | 48       | 21       | 60       | Tứ kết                 | Rogaciov              | 16           | Mukhanov                             |
| 2007     | thứ 1    | 1        | 30       | 22       | 6        | 2        | 55       | 12       | 72       | Tứ kết                 | Rogaciov              | 16           | Mukhanov                             |
| 2008     | thứ 1    | 1        | 30       | 20       | 7        | 3        | 61       | 18       | 67       | Vô địch                | Khairullin            | 11           | Mukhanov                             |
| 2009     | thứ 1    | 1        | 26       | 21       | 2        | 3        | 65       | 19       | 65       | Bán kết                | Tleshev               | 18           | Mukhanov                             |
| 2010     | thứ 1    | 2        | 32       | 19       | 6        | 7        | 56       | 30       | 63       | Tứ kết                 | Tleshev               | 10           | Mukhanov                             |
| 2011     | thứ 1    | 3        | 32       | 15       | 9        | 8        | 53       | 31       | 54       | Vòng 2                 | Mané                  | 12           | Mukhanov                             |
| 2012     | thứ 1    | 3        | 32       | 15       | 5        | 6        | 44       | 22       | 50       | Bán kết                | Khairullin / Geynrikh | 6            | Mukhanov / Nikitenko                 |
| 2013     | thứ 1    | 1        | 32       | 20       | 6        | 6        | 46       | 22       | 66       | Bán kết                | Khairullin            | 7            | Nikitenko                            |
| 2014     | thứ 1    | 2        | 32       | 17       | 10       | 5        | 52       | 31       | 40       | Á quân                 | Khairullin            | 9            | Nikitenko / Gazzayev                 |
| 2015     | thứ 1    | 3        | 32       | 15       | 9        | 8        | 35       | 25       | 32       | Bán kết                | Khizhnichenko         | 9            | Gazzayev / Andone                    |
| 2016     | thứ 1    | 6        | 32       | 9        | 9        | 14       | 37       | 52       | 36       | Vòng 16 đội            | Bocharov              | 7            | Utkulbayev                           |

### Lịch sử giải châu lục
| Mùa giải | Giải đấu                                    | Vòng | Đối thủ            | Sân nhà | Sân khách | Tổng tỉ số |  |
| -------- | ------------------------------------------- | ---- | ------------------ | ------- | --------- | ---------- |  |
| 2006–07  | Giải vô địch bóng đá các câu lạc bộ châu Âu | 1Q   | Liepājas Metalurgs | 1–1     | 0–1       | 1–2        |  |
| 2007–08  | Cúp UEFA                                    | 1Q   | SV Mattersburg     | 1–0     | 2–4       | 3–4        |  |
| 2008–09  | Giải vô địch bóng đá các câu lạc bộ châu Âu | 1Q   | Sheriff Tiraspol   | 1–0     | 0–4       | 1–4        |  |
| 2009–10  | Giải vô địch bóng đá các câu lạc bộ châu Âu | 2Q   | FH                 | 2–0     | 4–0       | 6–0        |  |
| 2009–10  | Giải vô địch bóng đá các câu lạc bộ châu Âu | 3Q   | Maccabi Haifa      | 0–0     | 3–4       | 3–4        |  |
| 2009–10  | UEFA Europa League                          | PO   | Werder Bremen      | 0–2     | 3–6       | 3–8        |  |
| 2010–11  | Giải vô địch bóng đá các câu lạc bộ châu Âu | 2Q   | Olimpi Rustavi     | 2–0     | 1–1       | 3–1        |  |
| 2010–11  | Giải vô địch bóng đá các câu lạc bộ châu Âu | 3Q   | Hapoel Tel Aviv    | 1–0     | 1–3       | 2–3        |  |
| 2010–11  | UEFA Europa League                          | PO   | AZ                 | 2–1     | 0–2       | 2–3        |  |
| 2011–12  | UEFA Europa League                          | 2Q   | Kecskeméti         | 0–0     | 1–1       | 1–1(a)     |  |
| 2011–12  | UEFA Europa League                          | 3Q   | Alania Vladikavkaz | 1–1     | 1–1       | 2–2(ph.đ.) |  |
| 2012–13  | UEFA Europa League                          | 1Q   | Torpedo Kutaisi    | 1–0     | 1–1       | 2–1        |  |
| 2012–13  | UEFA Europa League                          | 2Q   | Milsami Orhei      | 3–0     | 2–4       | 5–4        |  |
| 2012–13  | UEFA Europa League                          | 3Q   | Genk               | 1–2     | 1–2       | 2–4        |  |
| 2013–14  | UEFA Europa League                          | 1Q   | Gandzasar          | 2–1     | 2–1       | 4–2        |  |
| 2013–14  | UEFA Europa League                          | 2Q   | Hødd               | 2–0     | 0–1       | 2–1        |  |
| 2013–14  | UEFA Europa League                          | 3Q   | Breiðablik         | 1–0     | 0–1       | 1–1(ph.đ.) |  |
| 2013–14  | UEFA Europa League                          | PO   | Dynamo Kyiv        | 2–3     | 1–5       | 3–8        |  |
| 2014–15  | Giải vô địch bóng đá các câu lạc bộ châu Âu | 2Q   | Dinamo Tbilisi     | 3–0     | 1–0       | 4–0        |  |
| 2014–15  | Giải vô địch bóng đá các câu lạc bộ châu Âu | 3Q   | Steaua București   | 2–2     | 1–2       | 3–4        |  |
| 2014–15  | UEFA Europa League                          | PO   | Legia Warsaw       | 0–1     | 0–2       | 0–3        |  |
| 2015–16  | UEFA Europa League                          | 1Q   | Nõmme Kalju        | 0–1     | 0–0       | 0–1        |  |
| 2016–17  | UEFA Europa League                          | 1Q   | MTK Budapest       | 1–1     | 0–2       | 1–3        |  |

| Vị thứ | Đội                  | Điểm  |
| ------ | -------------------- | ----- |
| 185    | Rapid București      | 8,076 |
| 186    | Tromsø               | 8,050 |
| 187    | Aktobe               | 7,975 |
| 188    | Arsenal Kyiv         | 7,936 |
| 189    | Kardemir Karabükspor | 7,860 |

## Màu sắc và biểu trưng
Tháng Ba 2016, Aktobe thông báo Lotto là nhà tài trợ áo đấu mới.

## Danh hiệu
Nguồn:
- Giải ngoại hạng (5): 2005, 2007, 2008, 2009, 2013
- Siêu cúp (2): 2010, 2014

## Cầu thủ

### Đội hình hiện tại
Tính đến 31 tháng 3 năm 2023
Ghi chú: Quốc kỳ chỉ đội tuyển quốc gia được xác định rõ trong điều lệ tư cách FIFA. Các cầu thủ có thể giữ hơn một quốc tịch ngoài FIFA.
| Số | VT | Quốc gia    | Cầu thủ                                  |
| -- | -- | ----------- | ---------------------------------------- |
| 1  | TM | Kazakhstan  | Stas Pokatilov                           |
| 4  | HV | Gruzia      | Luka Gadrani                             |
| 5  | TV | Argentina   | Leonel Strumia                           |
| 6  | HV | Kazakhstan  | Alibek Kasym                             |
| 7  | TV | Kazakhstan  | Bauyrzhan Baytana                        |
| 9  | TĐ | Kazakhstan  | Abylaykhan Zhumabek                      |
| 10 | TV | Kazakhstan  | Maksim Samorodov                         |
| 11 | TĐ | Pháp        | Hugo Vidémont                            |
| 12 | HV | Kazakhstan  | Alisher Azhimov                          |
| 14 | HV | Kazakhstan  | Yeskendir Kybyrai                        |
| 15 | TV | Bờ Biển Ngà | Anderson Niangbo (cho mượn từ Gent)      |
| 17 | TĐ | Nga         | Idris Umayev (cho mượn từ Akhmat Grozny) |
| 19 | TV | Montenegro  | Miloš Raičković                          |

| Số | VT | Quốc gia   | Cầu thủ                                             |
| -- | -- | ---------- | --------------------------------------------------- |
| 21 | TĐ | Croatia    | Andrija Filipović                                   |
| 23 | HV | Nga        | Daniil Penchikov (cho mượn từ Pari Nizhny Novgorod) |
| 31 | HV | Kazakhstan | Adilkhan Tanzharikov                                |
| 41 | TM | Nga        | Miroslav Lobantsev                                  |
| 44 | TV | Litva      | Artūras Žulpa                                       |
| 55 | TM | Kazakhstan | Alisher Mambetzhanov                                |
| 57 | TV | Kazakhstan | Islam Amangali                                      |
| 76 | TV | Kazakhstan | Nurdaulet Izbasarov                                 |
| 77 | HV | Kazakhstan | Dmitry Shomko                                       |
| 80 | TV | Kazakhstan | Arman Kenesov                                       |
| 88 | HV | Nga        | Dmitri Yashin                                       |
| 93 | TĐ | Brasil     | Élder Santana                                       |

## Huấn luyện viên
- Vladimir Nikitenko (1 tháng 1 năm 1994 – 31 tháng 12 năm 1994)
- Vakhid Masudov (2003)
- Oleksandr Ishchenko (2003–04)
- Vladimir Mukhanov (1 tháng 7 năm 2006 – 31 tháng 12 năm 2012)
- Vladimir Nikitenko (1 tháng 1 năm 2013 – 8 tháng 7 năm 2014)
- Vladimir Gazzayev (10 tháng 7 năm 2014 – 16 tháng 7 năm 2015)
- Ioan Andone (20 tháng 7 năm 2015– 10 tháng 11 năm 2015)
- Yuri Utkulbayev (22 tháng 12 năm 2015 –)